# Groupe Australie
 (février 2015).

En rouge, les 40 États membres du Groupe Australie (la Commission européenne n'est pas représentée).

Le Groupe Australie est un régime multilatéral de contrôle des exportations créé en 1985 (à la suite de l'utilisation d'armes chimiques par l'Irak contre l'Iran l'année précédente durant la guerre Iran-Irak) afin de coordonner les politiques des États-membres en matière de contrôle des exportations de produits pouvant contribuer au développement d'armes chimiques.
L'objectif initial du Groupe de prévenir et limiter la prolifération des armes chimiques a été élargi au début des années 1990 à la question de la prolifération des armes biologiques.
La politique du Groupe est basée sur des lignes directrices et des listes communes de biens et technologies sensibles. Ces instruments servent de base aux politiques de contrôle des exportations en la matière pour chaque État-membre.

## Adhésion
À la date du 1er août 2008, le Groupe Australie compte 41 États-membres :
- Allemagne
- Argentine
- Australie
- Autriche
- Belgique
- Bulgarie
- Canada
- Chypre
- Commission européenne
- Corée du Sud
- Croatie
- Danemark
- Espagne
- Estonie
- États-Unis
- Finlande
- France
- Grèce
- Hongrie
- Irlande
- Islande
- Italie
- Japon
- Lettonie
- Lituanie
- Luxembourg
- Malte
- Nouvelle-Zélande
- Norvège
- Pays-Bas
- Pologne
- Portugal
- République tchèque
- Roumanie
- Royaume-Uni
- Slovaquie
- Slovénie
- Suède
- Suisse
- Turquie
- Ukraine

Tous les États membres sont parties à la Convention sur les armes chimiques (CAC) et à la Convention sur les armes biologiques et à toxines (CABT).